# Achát
Achát (z řeckého achates) je minerál, jehož název pochází z historického názvu řeky Achates (dnes Dirillo) na Sicílii. Jedná se o koncentricky jemně i hrubě vrstevnatou odrůdu chalcedonu (křemene). Přísně vědecky vzato není achát jeden minerál, ale směs proužků křemene, chalcedonu a opálu. Charakteristickým, okem viditelným znakem achátu je pestrobarevnost; mezi nejběžnější zbarvení patří bílo-šedá, bledě modrá, oranžovo-červená a černá. Na Mohsově stupnici tvrdosti má stupeň tvrdosti 6–7.

## Odrůdy
Známe několik odrůd achátu, například pseudoachát, achát mechový (dendritická textura), achát korálový, achát zříceninový, achát bleskový a další. Ve středu achátu se někdy nachází dutiny obvykle vyplněné krystaly ametystu, záhnědy, kalcitu nebo zeolitů. Výsledné zbarvení achátu pak závisí na množství takzvaných inkluzí jiných minerálů nebo příměsi jiných prvků ve struktuře. Některé acháty se dají barvit i uměle – dařilo se to již ve starém Řecku a Římě. Jednotlivé charakteristické kresby kamenů pak mají i vlastní názvy.
- Různé textury vybroušených achátů:

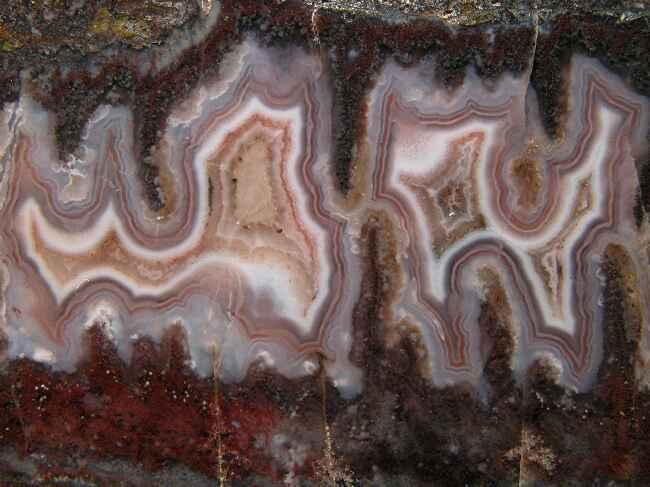
Žilný achát, Polsko
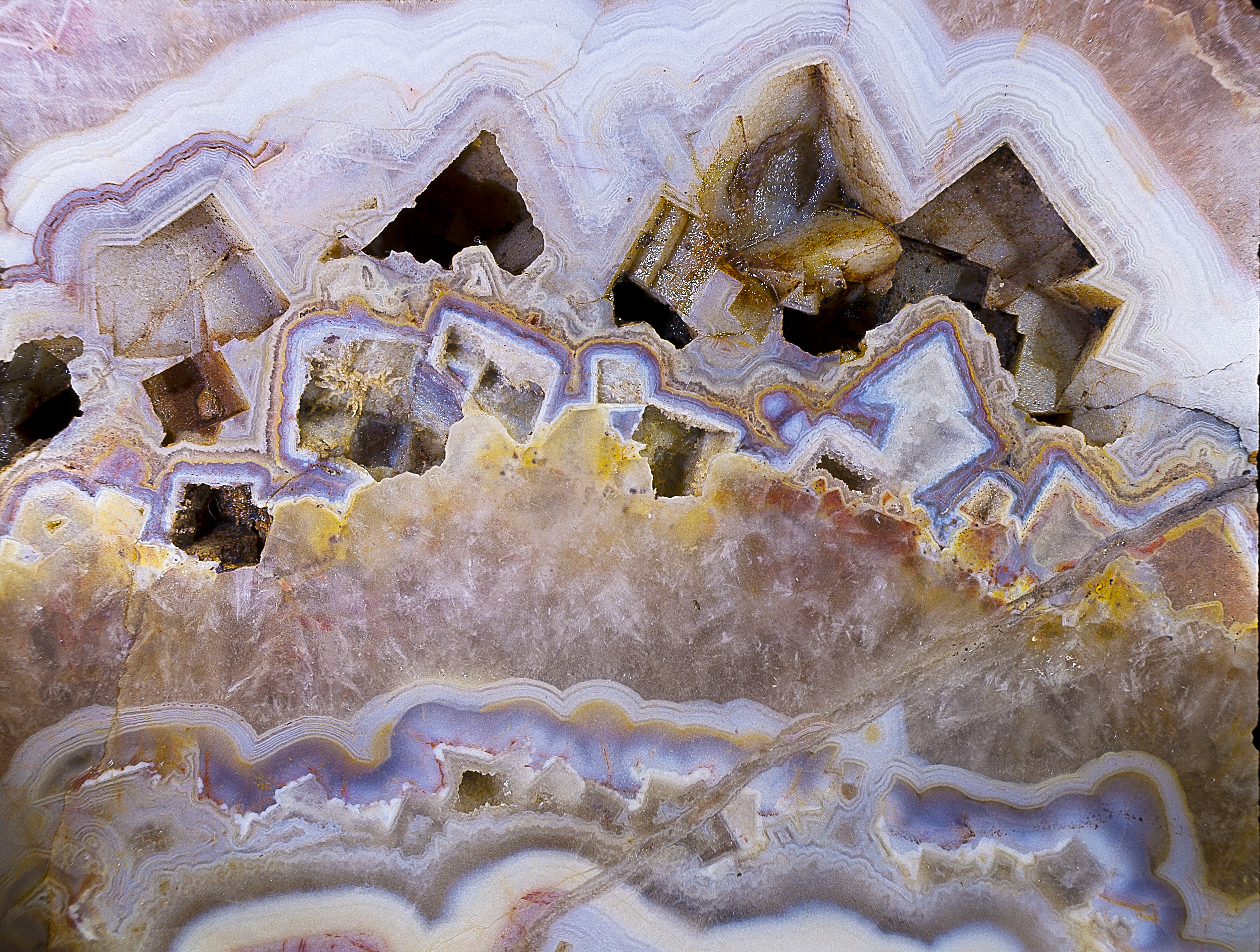
Achát z lokality La Fontasse ve Francii
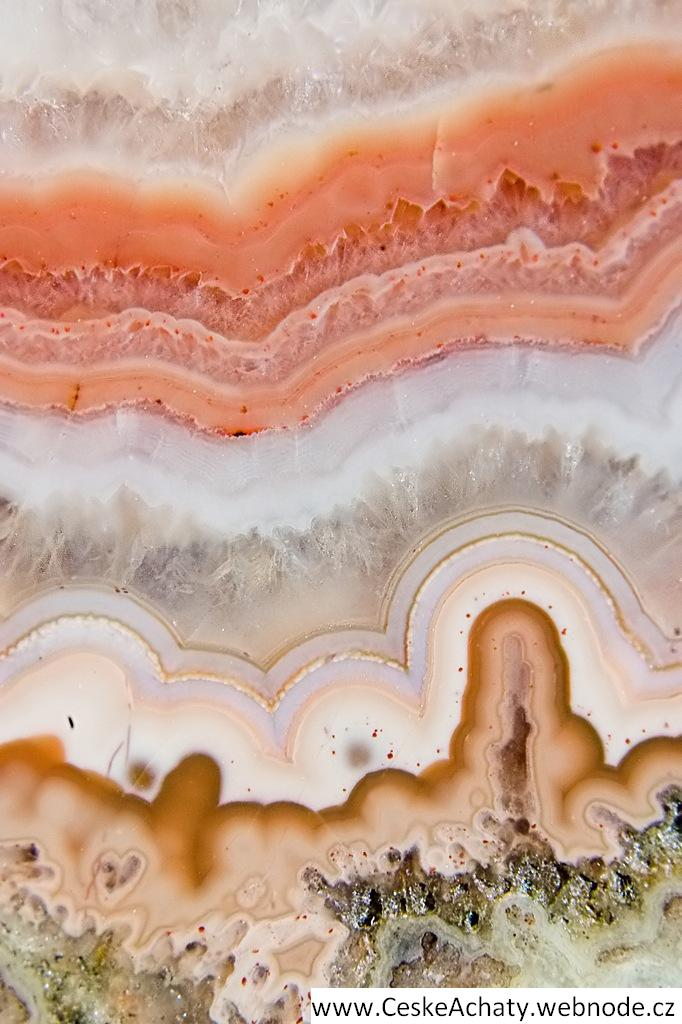
Kresba achátu z Černého Potoka v Kr. horách
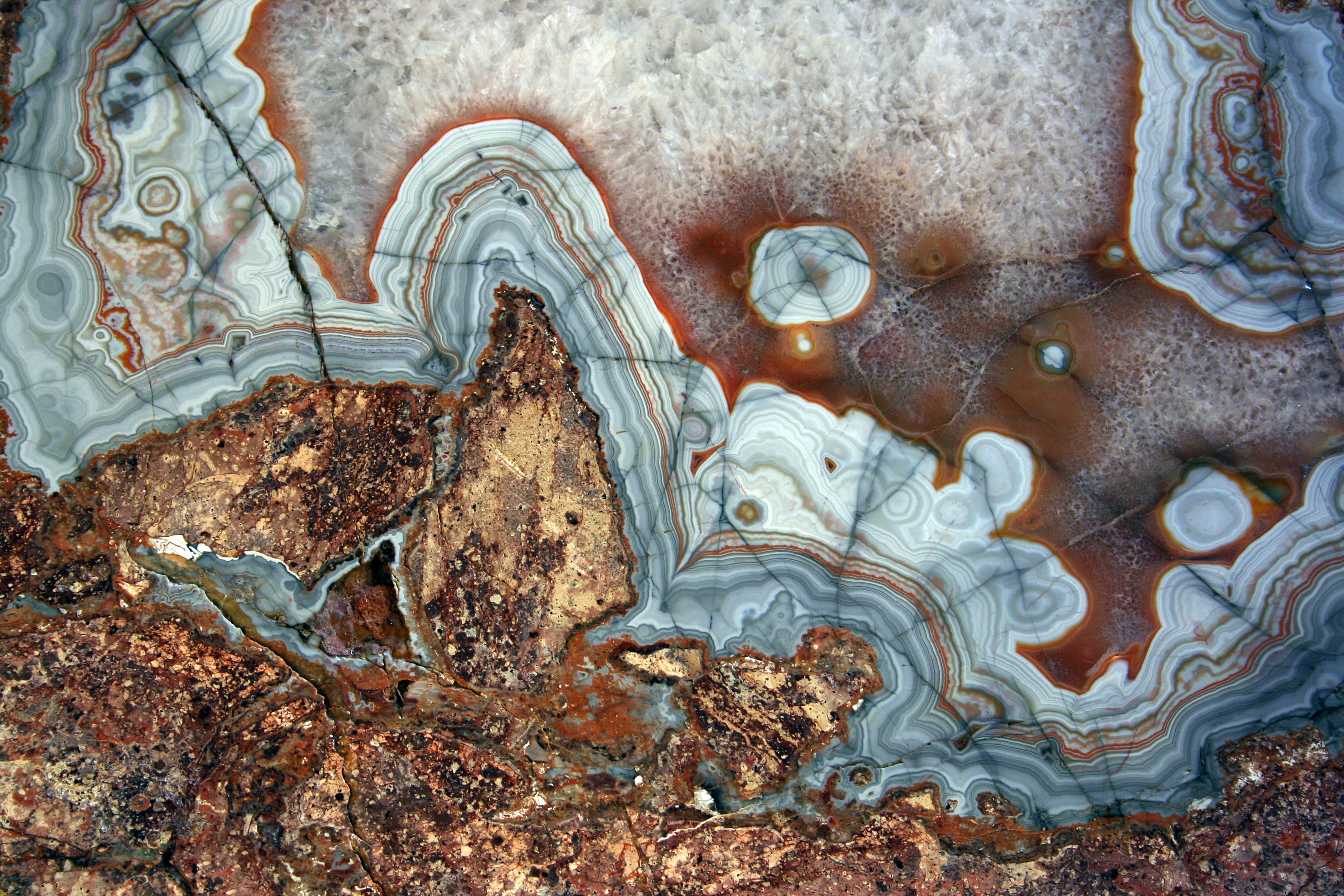
Detail achátu z Nowého Kościółu (ze sbírek muzea v Złotoryji)
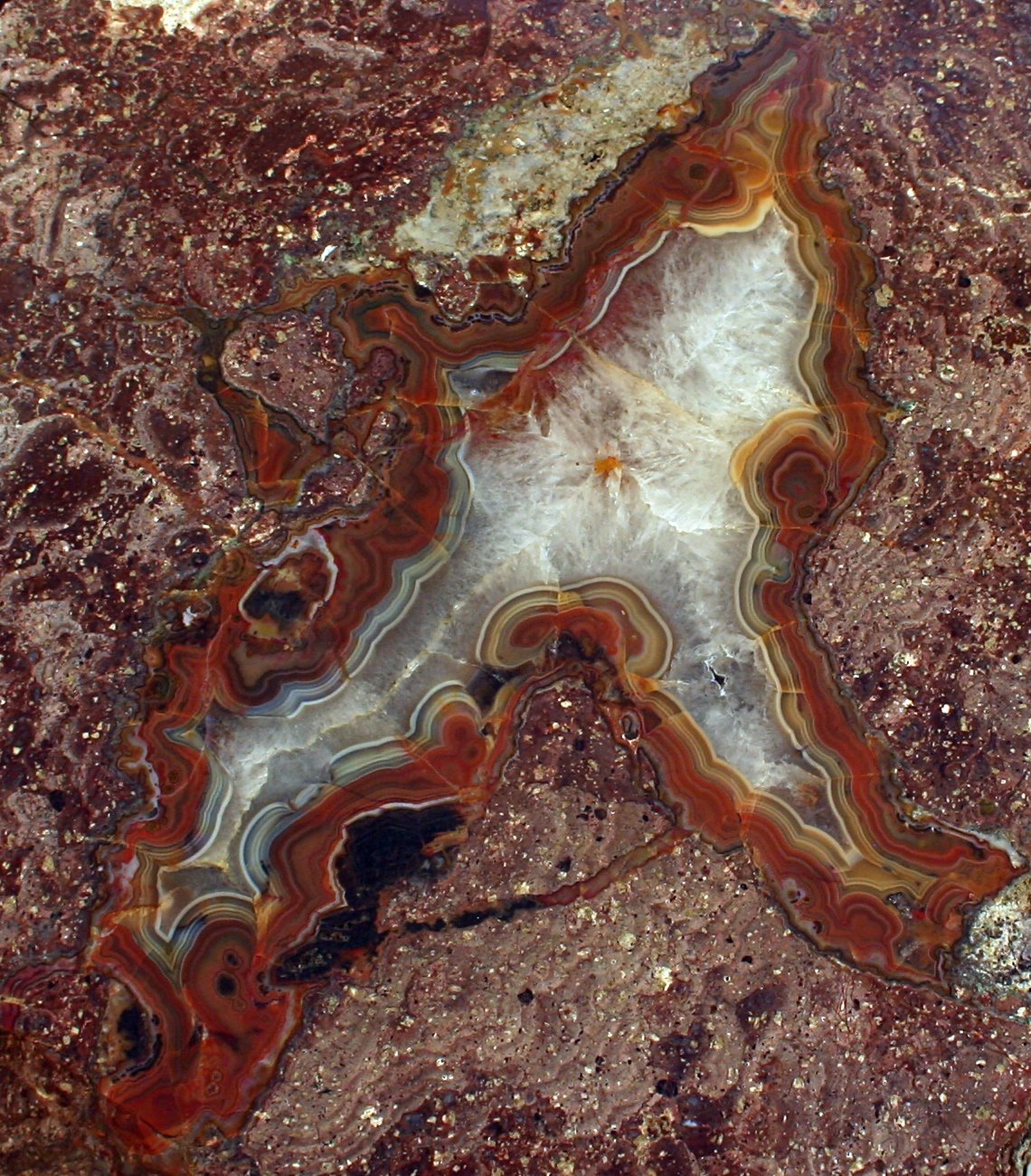
Muzeum v Złotoryji – achát z Nowého Kościółu
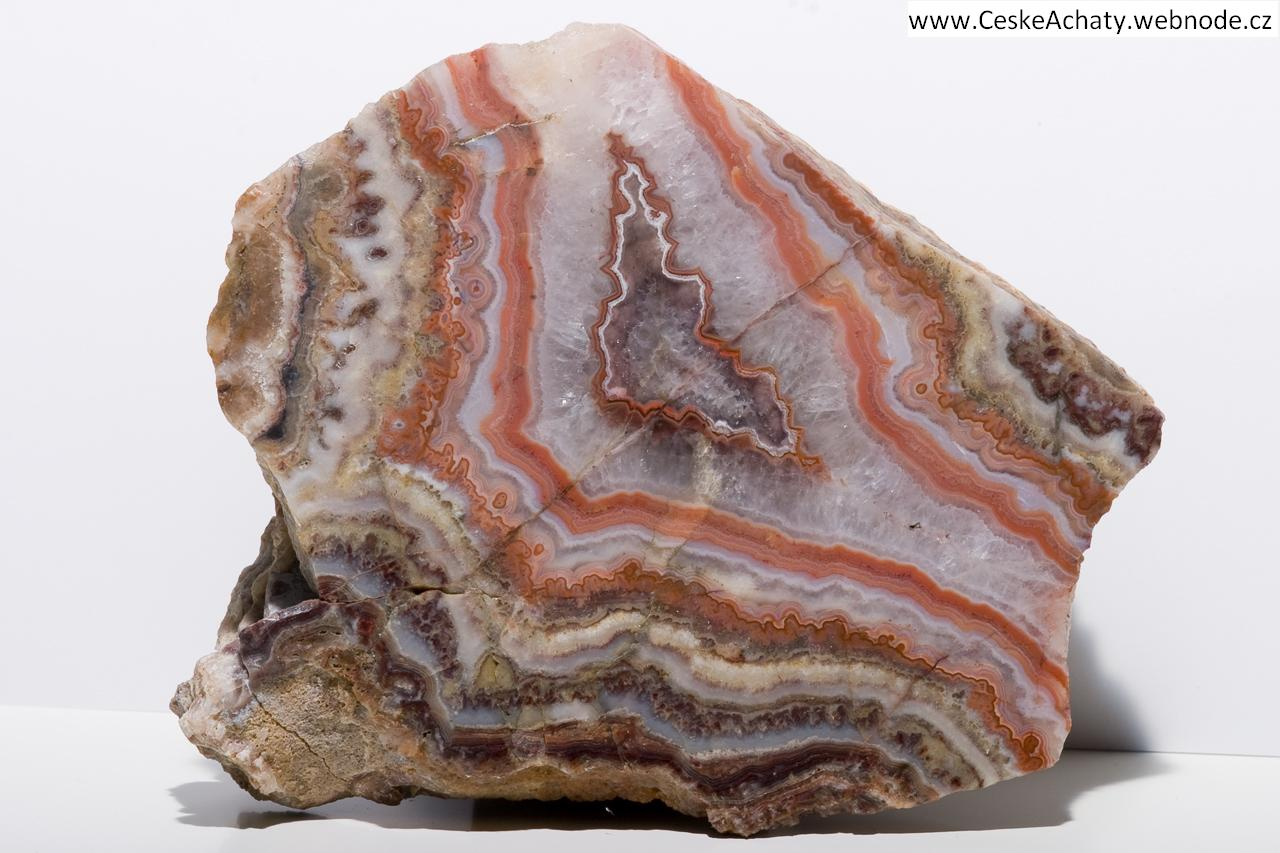
Achát z lokality Černý Potok v Krušných horách

## Vznik
Acháty vznikají nejčastěji ve formě koncentrických pecek (vyplněných dutin) v bazaltech a melafyrech (paleobazaltech). Dutiny ve vulkanitech jsou postupně vyplňovány horkými roztoky, které přináší velké množství oxidu křemičitého. V závislosti na momentálních podmínkách tak postupně vznikají v dutinách různobarevné proužky, které po řadě opakování tohoto procesu vytvoří typický proužkovaný achát. Acháty však vznikají také z roztoků na achátových žílách, obvykle jako pozdní výplň drcených křemenných žil, často s hematitem a ametystem, někde také s barytem a fluoritem.
České acháty z Podkrkonoší jsou nejčastěji vázány na melafyry (paleobazalty) permského stáří. Díky tomu jsou velmi husté a bohužel často také popraskané, díky vysoké hustotě je obvykle nelze barvit. Krušnohorská oblast je zase typická výskytem žilných achátů.

## Využití
Z achátu se vyrábějí šperky a ozdoby, dále se achát používá pro výrobu dalších dekorativních předmětů jako perořízků, kalamářů a pečetidel. Pro svoji mechanickou odolnost a odolnost vůči kyselinám se z něj vyrábějí hmoždíře a třecí misky pro drcení a míchání chemikálií. Využívá se i k zahlazení vrstvičky zlata při zlacení. Hojně byl využíván pro výrobu břitů vah.

## Výskyt

### Výskyt achátů ve světě
Acháty se nacházejí po celém světě. Jedny z velice pěkně barevných například v Číně nebo mongolské části pouště Gobi. Největší ložiska se nacházejí na území Brazílie a v Uruguayi, vynikající acháty pochází také z Argentiny, Botswany a Nového Mexika (USA). Známý výskyt je ale i v celé Africe včetně ostrova Madagaskar, ve většině Evropy a asijské části Ruska (podél břeků řeky Oly), stejně tak v Jižní i Severní Americe. Acháty z různých nalezišť se liší především barvou.

### Evropské lokality

#### Belgie
- La Calamine

#### Bulharsko
- Sredna Arda, 8 km východně od města Kardžali, střediska Kardžalijské oblasti
- Momčilgrad, Kardžalijská oblast

#### Francie
- L'Esterel, obec 8 km sv. od měst Fréjus a Saint Raphaël na Azurovém pobřeží
- Montredon – Labessonnié, lokalita La Fontasse, Tarn, Midi-Pyrénées
- Saintes, pole u obce v Poitou-Charentes
- Châtelperron, štěrk říčních naplavenin, Allier, Auvergne
- Wolfstein u Bergheimu, Vogézy, Haut-Rhin, Alsasko
- La Fonderie, Haut du Them, Vogézy, Haute-Saône

#### Island
- Akranes, 20 km severně od Reykjavíku

#### Itálie
- Tiso – Teis, 6 km jz. od Brixenu, autonomní provincie Bolzano

#### Maďarsko
- Gyöngyösoroszi, pohoří Matra, župa Heves
- Gyöngyöstarján, pohoří Matra, župa Heves

#### Německo
Příklady známějších lokalit:
- Idar-Oberstein, okres Birkenfeld, spolková země Porýní-Falc
- povodí řeky Nahe, včetně vojenského výcvikového prostoru Baumholder, zhruba 100 lokalit, Porýní-Falc
- okres Alzey-Worms, na 20 lokalit mezi městy Bad Kreuznach a Nack, Hesensko
- Mosela, štěrkové náplavy řeky Mosely
- Calau-Plieskendorf, štěrkovna, spolková země Braniborsko
- Saalhausen, štěrkovna 1,5 km jz. od obce, Braniborsko
- Sedlitz, spolková země Braniborsko
- Altenburg, 6 lokalit v okolí města, Durynsko
- Baumgartental a Neselhof, spolková země Durynsko
- Bebertal, okres Börde, spolková země Sasko-Anhaltsko

- St. Egidien, obec mezi městy Glauchau a Hohenstein-Ernsttal, Sasko
- francké acháty, povodí Mohanu mezi městy Coburg a Aschaffenburg
- Lenau, jižní okraj pohoří Fichtelgebirge, spolková země Bavorsko

Acháty se vyskytují na celém území Německa s výjimkou spolkových zemí Šlesvicka-Holštýnska a Meklenburska-Předního Pomořanska. Za zmínku stojí, že v některých lokalitách jde o naleziště achátů transportovaných na tato místa vodními toky ze značných vzdáleností. Konkrétním příkladem jsou lokality v Braniborsku, kde se nacházejí acháty původem z Čech.

#### Nizozemsko
- Arcen, provincie Limburg
- Lathum, štěrkovna u obce 2 km východně od Arnhemu
- Spijk, štěrkovna, místní část města Wageningen západně od Arnhemu, provincie Gelderland

#### Polsko
- Plóczki Górne, obec v okrese Lwówek Śląski, Dolnoslezské vojvodství
- Przeździedza, obec v okrese Lwówek Śląski, Dolnoslezské vojvodství
- Nowy Kościół, okres Złotoryja, Dolnoslezské vojvodství
- Lubiechowa, okres Złotoryja, Dolnoslezské vojvodství
- Sokołowiec, okres Świerzawa, Dolnoslezské vojvodství
- Sandomierz, Svatokřížské vojvodství)

#### Rakousko
- Langschwarza, Waldviertel, Dolní Rakousy
- Karlstetten u St. Pöltenu, Dolní Rakousy
- Weitendorf, čedičový lom 1 km západně od obce, Štýrsko
- Erzberg, Korutany (Kärnten)

#### Rumunsko
- Cluj-Napoca, župa Cluj
- Techereu, župa Hunedoara v Sedmihradsku

- Meziad – Beiuș, župa Bihor
- Cavnic, župa Maramureš
- Trestia, župa Maramureš

#### Rusko
- Golutvin, místní část města Kolomna, Moskevská oblast
- Staraja Sitnja, obec u města Stupino, 80 km jv. od Moskvy
- Timan, horský hřeben v Něneckém autonomním okruhu, Archangelská oblast

#### Řecko
- Polichnitos, ostrov Lesbos

#### Slovensko
- Kvetnica, 2,5 km jižně od Popradu, Prešovský kraj
- Malužiná, okres Liptovský Mikuláš, Žilinský kraj
- Byšta, okres Trebišov, Košický kraj
- Brezina, okres Trebišov, Košický kraj

#### Španělsko
- Ribadesella, Asturie
- Cerro Muriano, 10 km severně od Córdoby, střediska stejnojmenné provincie

#### Švýcarsko
- Delémont, kanton Jura

#### Velká Británie
1. Anglie
- Dulcote, 7 km sv. od města Glastonbury, Mendip District v hrabství Somerset, Jihozápadní Anglie (South West England)

2. Skotsko
- Rum (gaelsky Rùm), jeden ze Small Isles (gaelsky Na h-Eileanan Tarsainn) v souostroví Vnitřní Hebridy
- Skye (gaelsky An t-Eilean Sgitheanach), největší ostrov ve Vnitřních Hebridách
- Mull (gaelsky An t-Eilean Muileach), druhý největší ostrov ve Vnitřních Hebridách

Ve skotských hrabstvích Ayrshire, Perthshire, Montrose a Fife, v okolí St. Andrews a v dalších lokalitách ve Skotsku a na přilehlých ostrovech jsou celkem nejméně tři desítky míst s doloženými nálezy achátů.

### Naleziště achátů v Česku
- Bezesporu nejbohatším místem výskytu je oblast severovýchodních Čech mezi městy Turnov, Lomnice nad Popelkou, Nová Paka a Jičín. Nejznámějšími lokalitami zde jsou Kozákov, Levín, Frýdštejn, Benešov u Semil, Doubravice, Libuň, Kněžnice, Kyje, Železnice, Nová Paka, Studenec, Vidochov, Horka u Staré Paky, Cidlina, Staropacká Hora, Rovně u Dolní Kalné, Morcinov, Žďár u Staré Paky, Rváčov, Kumburský Újezd.
- V Krušných horách je nejznámějším místem výskytu achátů okolí Horní Halže. Minerály z těchto lokalit bývají podle zbarvení označované jako „červená Halže“ a „černá Halže“, přičemž pro naleziště „červená Halže“ jsou typické tzv. bleskové acháty. Dalšími krušnohorskými lokalitami jsou např. Petlery, Mýtinka, Černý Potok nebo Blahuňov.
- Na Náchodsku jsou známé lokality Zábrodí u Červeného Kostelce a Šonov a Vernéřovice v Broumovské vrchovině.
- Acháty se vyskytují též v Barrandienu a na Hořovicku, například u Zbiroha nebo v zaječovském lomu.
- V jižních Čechách byly acháty nalezeny např. na lokalitě Chlum u Milevska nebo v Kojetíně u Petrovic na Sedlčansku.
- Na Moravě je naleziště v Brně-Černovicích, vzácně se acháty vyskytují též na Hončově hůrce u Příbora v okrese Nový Jičín.

### Cizojazyčná literatura
- ZENZ, Johann. Achate I - III. Bode Verlag: Salzhemmendorf 2005 - 2011 (německy)
- RUSTEMEYER, Paul. Achate - geboren aus Vulkanen. (extra Lapis No. 39). Christian Weise Verlag: München, 2010, 98 s. (německy)